# Biopirataria

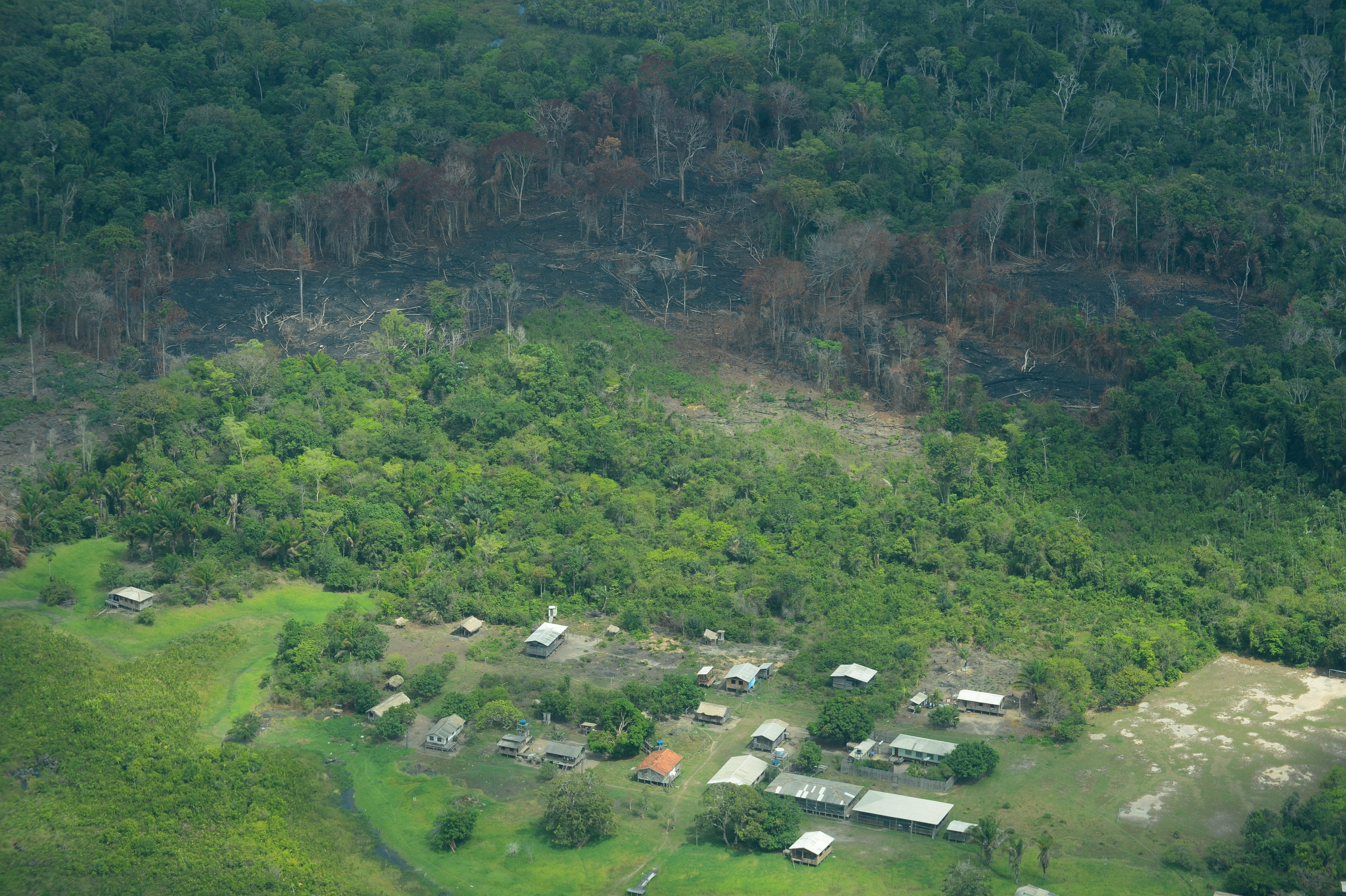
Desmatamento

Biopirataria é a exploração, manipulação, exportação e/ou comercialização internacional de recursos biológicos em desacordo com as normas da Convenção sobre Diversidade Biológica, de 1992.
As informações de um grupo de indivíduos acumuladas por anos, portanto, são bens coletivos; e  simplesmente mercadorias podem ser comercializadas como qualquer objeto de mercado.
Nos últimos anos, graças ao avanço da biotecnologia e à facilidade de se registrar marcas e patentes em âmbito internacional, as possibilidades de tal exploração se multiplicaram.
De modo geral, biopirataria significa a apropriação de conhecimento e de recursos genéticos de comunidades de agricultores e comunidades indígenas por indivíduos ou por instituições que procuram o controle exclusivo do monopólio sobre estes recursos e conhecimentos.

## Biopirataria
O termo "biopirataria" não se refere apenas ao contrabando de diversas espécies naturais da flora e da fauna, desmatamento de madeira e de espécies de plantas, apropriação e monopolização dos conhecimentos das populações tradicionais no âmbito do uso dos recursos naturais. Estas populações estão perdendo o controle sobre esses recursos.
Um caso de biopirataria foi o contrabando de sementes da seringueira, pelo inglês Henry Wickham. Essas sementes foram levadas para a Malásia.

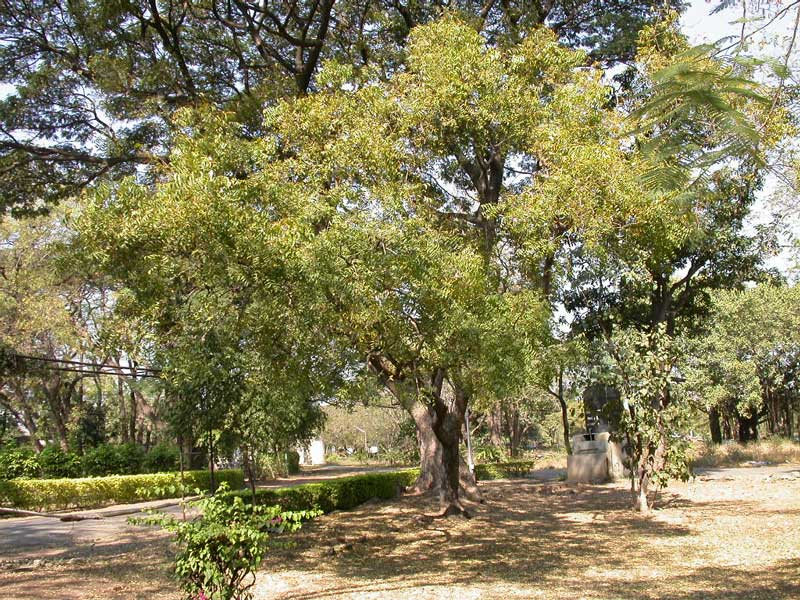
Exemplo da diversidade da flora.

### Espécies brasileiras que foram patenteadas por empresas estrangeiras

#### Açaí
Ou juçaraː é o fruto da palmeira Euterpe oleracea, da região amazônica, que teve seu nome registrado no Japão, em 2003. Por causa de pressão de organizações não governamentais da Amazônia, o governo japonês cancelou esta patente.

#### Andiroba
A árvore (Carapa guianensis) é de grande porte, comum nas várzeas da Amazônia. O óleo e extrato de seus frutos foram registrados pela empresa francesa Yves Roches, no Japão, França, União Europeia e Estados Unidos, em 1999. E pela empresa japonesa Masaru Morita, em 1999.

#### Copaíba
A copaíba (Copaifera sp.) é uma árvore da região amazônica. Teve sua patente registrada pela empresa francesa Technico-flor, em 1993, e em 1994 na Organização Mundial de Propriedade Intelectual. A empresa norte-americana Aveda tem uma patente de Copaíba, registrada em 1999.

#### Cupuaçu
Fruto da árvore (Theobroma Grandiflorum), que pertence à mesma família do cacaueiro. Existem várias patentes sobre a extração do óleo da semente do cupuaçu e a produção do chocolate da fruta. Quase todas as patentes registradas pela empresa Asahi Foods, do Japão, entre 2001 e 2002. A empresa inglesa de cosméticos Body Shop também tem uma patente do cupuaçu, registrada em 1998.

#### Espinheira-Santa
A espinheira-santa (Maytenus ilicifolia) é nativa de muitas partes da América do Sul e sudeste do Brasil. A empresa japonesa Nippon Mektron detém uma patente de um remédio que se utiliza do extrato da espinheira santa, desde 1996.

#### Jaborandi
Planta (Pilocarpos pennatifolius) só encontrada no Brasil, o jaborandi tem sua patente registrada pela indústria farmacêutica alemã Merk, em 1991.

## Produtos de terras indígenas patenteados e explorados dentro e fora do Brasil
| Produto (Alimentício) | Origem (Etnia e/ou região) | Utilização tradicional                     | Patenteamento                                               | Utilização Ocidental                          |
| --------------------- | -------------------------- | ------------------------------------------ | ----------------------------------------------------------- | --------------------------------------------- |
| Cupuaçu               | Tikuna                     | Nascimentos difíceis e abdominais          | Japão, Inglaterra e Europa                                  | Chocolate, sucos, alimentares e derivados     |
| Açaí                  | Amazônia                   | Combate à hemorragia e verminoses          | União Europeia                                              | Vinhos, sucos, alimentares e derivados        |
| Andiroba              | Amazônia                   | Combate de insetos e vômitos               | França, Japão, USA e Europa                                 | Tratamento respiratório e dermatite           |
| Copaíba               | Amazônia                   | Anti-inflamatório e função terapêutica     | França e USA                                                | Função cosmética e alimentares                |
| Cipó da alma          | Amazônia                   | Cerimônia tradicional                      | USA                                                         | Destilados                                    |
| Vacina de Sapo        | Amazônia                   | Regular funções corporais                  | USA, Europa e Japão                                         | Antibióticos                                  |
| Jaborandi             | Norte do Brasil            | Chás diuréticos e expectorantes            | Inglaterra, USA, Canadá, Irlanda, Itália, Bulgária e Rússia | Tratamento de calvície e controle de glaucoma |
| Jambu                 | Norte do Brasil            | Tratamento de anemias, dispepsia e malária | Japão, Inglaterra e USA                                     | Função cosmética                              |
| Veneno de Jararaca    | Amazônia                   | Tratamento de hipertensão                  | França                                                      | Perfume Chanel n°5                            |
| Pau rosa              | Tapajós                    | Cerimônia tradicional                      | França                                                      | Perfume Chanel n°5                            |

## Conceito
A biopirataria consiste na apropriação indevida de recursos diversos da fauna e flora, levando à monopolização dos conhecimentos das populações tradicionais no que se refere ao uso desses recursos. O termo "biopirataria" foi lançado em 1993 pela ONG RAFI (hoje ETC-Group) para alertar sobre o fato do conhecimento tradicional e dos recursos biológicos estarem sendo apanhados e patenteados por empresas multinacionais e instituições científicas. Tais comunidades, que geraram estes conhecimentos fazendo uso destes recursos ao longo dos séculos, estão sendo lesadas por não participarem dos lucros produzidos pelas multinacionais.

## Alguns marcos históricos na biopirataria do Brasil
- A biopirataria no Brasil começou logo após o seu descobrimento pelos portugueses em 1500, quando estes iniciaram a exploração do pau-brasil, causando o risco de sua extinção[3];
- Outro caso de biopirataria foi o contrabando de 70 000 sementes da árvore de seringueira, Hevea brasiliensis, da região de Santarém, no Pará, no ano de 1876,[6] pelo inglês Henry Wickham. As sementes foram contrabandeadas para o Royal Botanic Garden, em Londres e daí, após seleção genética, levadas para a Malásia, África e outras destinações tropicais. Após algumas décadas, a Malásia passou a ser o principal exportador mundial de látex, prejudicando economicamente o Brasil.[7][3]

## Perfil dos biopiratas
Os biopiratas geralmente se fazem passar por turistas ou por cientistas, todos documentados portando passaporte e em alguns casos, aval governamental, porém com intenções bem definidas, como a exploração e o tráfico de mudas, sementes, insetos, e toda a sorte de interesses na biodiversidade. As principais pessoas procuradas pelos biopiratas para orientá-los, pelo fato de conhecerem os mistérios e riquezas da natureza local:
- índios[8];
- madeireiros[8];
- camponeses[8].

## Como são transportados os produtos biopirateados
Biopirataria de vegetais: o transporte é bastante simples, podendo esconder sementes, gêmulas ou culturas em bolsos, canetas, frascos de cosméticos, dobras e costuras das roupas, entre outras formas. Além disso, o comércio legalizado de plantas medicinais e a indústria de fitoterápicos disponibilizam livremente fragmentos e extratos vegetais que podem ser adquiridos nos mercados e feiras e levados sem nenhuma restrição.
Tráfico de animais: transportados no interior de caixas, fundos falsos de malas, dentro de tubos PVC, entre outras formas, sendo muito agressivo aos animais que, muitas vezes, chegam a morrer antes mesmo de chegar ao local de destino.

## Tráfico de animais
Dos animais silvestres comercializados no Brasil, estima-se que 30% sejam exportados. O principal fluxo de comércio ilegal nacional dirige-se da região Norte do Brasil para a região Sudeste do Brasil. Grande parte da fauna silvestre é contrabandeada diretamente para países vizinhos, através das fronteiras fluviais e secas. Destes países fronteiriços seguem para países do primeiro mundo.
Em todo negócio clandestino, é difícil estabelecer cifras precisas, mas sabe-se que o tráfico internacional de animais silvestres só perde, em faturamento, para o de drogas e de armas. Especialistas dizem que:
- O comércio ilegal de animais silvestres movimenta cerca de 10 bilhões de dólares estadunidenses por ano em todo o mundo[8][9];
- 80% dos animais morrem antes de chegar ao "consumidor final"[8][9];
- 95% do comércio de animais silvestres brasileiros é ilegal[8][9].

## Tráfico de animais exóticos
Infelizmente, a lei brasileira é omissa quanto aos animais originários de outros países, os chamados "animais exóticos". Apesar de estarem sujeitos aos mesmos problemas, sua importação e manutenção em cativeiro não é proibida.
E mais: há ainda o risco adicional destes animais escaparem e competirem com espécies locais, colocando em risco um delicado equilíbrio entre espécies.

## Estrutura social do tráfico de animais
- Primeiros intermediários: comerciantes ambulantes que transitam entre a zona rural e os centros urbanos[8][10];
- Intermediários secundários: são os pequenos e médios comerciantes, que atuam clandestinamente no comércio varejista[8][10].
- Grandes comerciantes: responsáveis pelo contrabando nacional e internacional de grande porte[8][10].
- Consumidores finais: criadores domésticos, grandes criadores particulares, zoológicos, proprietários de curtumes, indústrias de bolsas e calçados etc[8][10].

## Onde são vendidos esses animais?
- Feiras livres e feiras de rolo[11][12][13];
- Depósitos nas residências dos próprios comerciantes[11][12][13];
- Depósitos desvinculados da residência do comerciante (forma usada para se livrar de um possível flagrante)[11][12][13];
- Sacoleiros[11][12][13];
- Aviculturas[11][12][13];
- Pet shops (que, muitas vezes, servem como fachada)[11][12][13];
- Residências particulares não caracterizadas como depósitos[11][12][13];
- Perto de locais frequentados por compradores desse tipo[11][12][13];
- para Restaurantes (para servir de comida)[11][12][13]

## Algumas espécies de animais mais contrabandeadas
- Mico-estrela (Callithrix jacchus)[8]
- Macaco-prego (Cebus apella)[8]
- Preguiça-de-três-dedos (Bradypus tridactylus)[8]
- Tamanduá-mirim (Tamandua tetradactyla)[8]
- Jacaré (Caiman latirostris)[8]
- Iguana (Iguana iguana)[8]
- Pássaro-preto (Gnorimopsar chopi)[8]
- Curió (Oryzoborus angolensis)[8]
- Papagaio-verdadeiro (Amazona aestiva)[8]
- Cardeal (Paroaria dominicana)[8]
- Cervo (Cervus elaphus)[8]
- Arara-azul (Anodorhynchus hyacinthinus)[8]

## O que tem sido feito
A Associação Brasileira da Propriedade Intelectual (ABPI) criou um grupo de trabalho para fazer levantamento de uma lista preliminar de nomes de elementos da flora brasileira que poderiam ser usados industrialmente na confecção de medicamentos, cosméticos, alimentos ou de produtos semelhantes.
Essa lista tem sido enviada aos maiores escritórios de patente mundiais, localizados na Europa, Estados Unidos e Japão, na tentativa de impedir que os produtos brasileiros virem marca em outros países por meio da biopirataria.
De acordo com dados da ABPI, foram identificadas 84 tentativas de registros em que nomes típicos da biodiversidade brasileira eram usados como marcas em outros países.
Para tentar solucionar o problema e, paralelamente, evitar gastos com contratação de advogados internacionais para defender os produtos nacionais lá fora, o governo brasileiro tem feito permanentemente consultas em suas Embaixadas e também recebido denúncias de organizações não governamentais para saber com mais detalhes sobre as marcas brasileiras registradas.
Além disso, foi recomendado, no Relatório Final da Comissão Parlamentar de Inquérito da Biopirataria, da Câmara dos Deputados do Brasil, o "Projeto Aldeias Vigilantes: uma nova abordagem na proteção dos conhecimentos tradicionais e no combate a biopirataria na Amazônia", que já vem sendo desenvolvido no Acre pela organização não governamental Amazonlink, como ação de política pública relacionada à gestão do patrimônio genético brasileiro que deve ser multiplicada para outras regiões do País.
O que é o Projeto "Aldeias Vigilantes: uma nova abordagem na Proteção dos Conhecimentos Tradicionais e no Combate a Biopirataria na Amazônia"?
É um projeto que visa a levar, às comunidades indígenas, um programa de caráter informativo, educativo e conscientizador sobre fatos envolvendo apropriação desautorizada de conhecimentos tradicionais e recursos biológicos da Amazônia, numa linguagem adequada à diversidade étnica e cultural de cada povo.
O desenvolvimento do projeto representa uma valiosa ferramenta no processo de discussão sobre o acesso aos conhecimentos tradicionais, aos recursos da biodiversidade e a repartição justa dos benefícios oriundos da comercialização desses recursos para as comunidades, bem como sobre resgate e valorização das culturas e saberes tradicionais.
O projeto é executado pela organização não governamental Amazonlink com o financiamento do Ministério do Meio Ambiente.

## Prejuízos da biopirataria
Além do perigo de extinção, que algumas espécies de animais e vegetais enfrentam decorrente do tráfico, a biopirataria pode acarretar outros prejuízos, tais como:
- Privatização de recursos genéticos (derivados de plantas, animais, micro-organismos e seres humanos) anteriormente disponíveis para comunidades tradicionais[14][3][8];
- Risco de perdas de exportações por força de restrições impostas pelo patenteamento de substâncias originadas no próprio país[8][14][3].
- Cálculos feitos há três anos pelo Ibama indicavam que o Brasil já tinha um prejuízo diário da ordem de 16 milhões de dólares estadunidenses (mais de 5,7 bilhões de dólares estadunidenses anuais) por conta da biopirataria internacional, que leva as matérias-primas e produtos brasileiros para o exterior e os patenteia em seus países sedes, impedindo as empresas brasileiras de vendê-los lá fora e de ter de pagar royalties para importá-los em forma de produtos acabados[8][3][14].
- Perda de plantas medicinais e outros recursos essenciais para a vitalidade das populações indígenas, uma vez que a exploração ocorre sem o consentimento das comunidades e a comercialização dos produtos explorados é majoritariamente ilegal[8][14][3].
- Aumento dos casos de violência em território indígena, direta ou indiretamente relacionados com a biopirataria de conhecimentos e a exploração de recursos biológicos[8][3][14].
- Exposição das comunidades a produtos contaminados, de baixa qualidade e/ou que oferecem graves riscos à saúde indígena, uma vez que muitas dessas explorações não seguem os mesmos padrões de segurança e qualidade vigentes em indústrias regulamentadas[8][14][3].
- Desgaste da identidade cultural e espiritual das comunidades afetadas, causando impactos negativos na saúde social e bem-estar psicológico dos indivíduos[8][14][3].
- Perda de benefícios econômicos das comunidades indígenas e tradicionais, que afeta diretamente a capacidade de gerar renda e fomentar a melhoria da condição socioeconômica das sociedades[8][3][14].

## Como evitar a biopirataria
Na era da biotecnologia e da engenharia genética, tudo o que se precisa para se reproduzir uma espécie são algumas células facilmente levadas e dificilmente detectadas por mecanismos de vigilância e segurança.
Por essa razão, evitar a biopirataria no Brasil é um trabalho bastante difícil, e alguns acreditam que a forma mais eficiente é incentivar pesquisas científicas através de investimentos em ciência e tecnologia, pois, para retirar material biológico, não há necessidade de grandes aparatos ou de estruturas formais.
OBS: Esse investimento deve começar pelo fim das discrepâncias regionais na alocação de recursos.

## Números
- O tráfico de animais silvestres movimenta aproximadamente 1,5 bilhão de dólares estadunidenses por ano no Brasil[15];
- Só 10% dos 38 milhões de animais capturados ilegalmente por ano no Brasil chega a ser comercializadoː os 90% restantes morrem por más condições de transporte[15];
- Uma arara-azul pode chegar a valer 60 mil dólares estadunidenses no mercado internacional[16];
- A internet é um dos meios mais utilizados para a venda ilegal de animais silvestres[17];
- A pena para os traficantes é de seis meses a um ano de prisão, além de multas de até 5 500 Real (moeda)|reais por exemplar apreendido[18];
- No mercado mundial de medicamentos, 30% dos remédios são de origem vegetal e 10% de origem animal[8];
- Estima-se que 25 mil espécies de plantas sejam usadas para a produção de medicamentos[19];
- A falta de fiscalização e controle das espécies nativas abre as portas para a biopirataria e dá ao Brasil um prejuízo diário de 16 milhões de dólares estadunidenses[20].